# داني موتا
داني موتا (2 مايو 1998 بنيديركورن في لوكسمبورغ - ) هو لاعب كرة قدم برتغالي في مركز الهجوم.

## روابط خارجية
- داني موتا على موقع قاعدة بيانات كرة القدم.إي يو (الإنجليزية)
- داني موتا على موقع Soccerway.com (الإنجليزية)